# Спаська церква (Даничі)
Спаська церква — православний храм та пам'ятка архітектури місцевого значення у Даничах.

## Історія
Рішенням виконкому Чернігівської обласної ради народних депутатів від 26.06.1989 № 130 надано статус пам'ятник архітектури місцевого значення" з охоронним № 70-Чг під назвою «Спаська церква». Встановлено інформаційну дошку.
У виданні «Чернігівщина: Енциклопедичний довідник» іменується як «Михайлівська церква».

## Опис
Спаська церква є прикладом пам'яток дерев'яної монументальної архітектури в псевдоросійському стилі періоду історизму («єпархіальний стиль»). Побудована 1890 року. Має архітектурну схожість із Покровською церквою у Дягові, Вознесенською церквою у Вознесенському.
Дерев'яна, одноголова, пятидольна (п'ятизрубна — 5 об'ємів), хрестова в плані церква, подовжена по осі захід-схід. Зі сходу до центрального кубічного об'єму (нефу) примикає гранована апсида, по обидва боки якої примикають прямокутні приміщення ризниці та поламарні, перекриті двосхилими дахами. Храм увінчаний гранованим наметом з головкою на восьмигранному (вісімці) світловому барабані, який спирається на четверик. Над західним четвериком притвору двоярусна дзвіниця — восьмерик на четверику, увінчаний гранованим наметом із головкою. Перехід вісімок і наметів оформлений кокошниками.
Має три входи (у північному та південному боці, центральний — у дзвіниці), всі орієнтовані на захід. Головний вхід через дзвіницю акцентований колонним портиком, увінчаним трикутним фронтоном, у тимпані — ікона. Прикрашена дерев'яним різьбленням (набірним фризом)